# Discographie de Keith Jarrett
La discographie de Keith Jarrett, compositeur, improvisateur, pianiste de jazz et de musique classique et multi-instrumentiste, comprend une production importante de plus de 120 albums publiés depuis 1966.
Au fil des années, l'artiste a enregistré dans de nombreux contextes : trio et quartet de piano jazz (d'abord sideman puis leader ou co-leader), musique classique et baroque, musique contemporaine improvisée, musique orchestrale, piano solo, etc. Avec un impact considérable sur la scène du piano et du jazz, en tant que compositeur, multi-instrumentiste, improvisateur ou interprète des standards de jazz, la production de Keith Jarrett embrasse de nombreux styles musicaux, s'étend sur une période de près de 50 ans et contient à peu près la moitié d'enregistrements en studio et l'autre moitié en concerts publics. Certains concerts ont été publiés tardivement (jusqu'à plus de 40 ans après l'enregistrement) et parfois sous forme de compilation de tournées, particulièrement au Japon et en Europe (Allemagne, France, Italie, etc.).
Keith Jarrett a travaillé principalement pour les sociétés d'édition Atlantic et Impulse!, puis quasi exclusivement pour ECM Records depuis les années 1970.

## En tant que leader ou coleader

### Premier trio et quartet américain (1967–1976)
La carrière discographique de Keith Jarrett en tant que leader débute en 1967 en compagnie de Charlie Haden à la contrebasse et Paul Motian à la batterie. Avec l'ajout de Dewey Redman au saxophone ténor en 1971, le « premier trio » se métamorphose en un quartet qui commence par une tournée de six concerts en Hongrie, France et Allemagne, en juin 1972. Le quartet est complété occasionnellement par d'autres musiciens comme Sam Brown à la guitare, Guilherme Franco ou Danny Johnson aux percussions. À partir de 1974, en raison de l'émergence d'un autre quartet « européen » (ou plutôt scandinave), le groupe américain de Jarrett est appelé « American Quartet ».
La plupart sont des enregistrements en studio, les albums en live sont indiqués (^).
| Enregistrement      | Enregistrement                      | Nom de l'album                                  | Musiciens | Publication | Publication      |
| Date                | Lieu                                | Nom de l'album                                  | Musiciens | Année       | Label            |
| ------------------- | ----------------------------------- | ----------------------------------------------- | --- | ----------- | ---------------- |
| 4 mai 1967          | New York, Studios Atlantic          | Life Between the Exit Signs (en)                | Keith Jarrett (p), Charlie Haden, (b) Paul Motian (dm) | 1967        | Vortex           |
| 30-31 août 1968     | Hollywood, Shelly's Manne-Hole      | Somewhere Before (en)                           | Keith Jarrett (p), Charlie Haden, (b) Paul Motian (dm) | 1969        | Vortex           |
| 8-16 juillet 1971   | New York, Studios Atlantic          | The Mourning of a Star (en)                     | Keith Jarrett (p, ss, tfl, steel-dm, cga), Charlie Haden (b, steel-dm), Paul Motian (dm, steel-d, cga)                                                                 | 1971        | Atlantic 1596    |
| 8-16 juillet 1971   | New York, Studios Atlantic          | El Juicio (The Judgement) (en)                  | Keith Jarrett (p, ss), Dewey Redman (ts), Charlie Haden, (b) Paul Motian (dm)                                                                                          | 1975        | Atlantic SD 1673 |
| 8-16 juillet 1971   | New York, Studios Atlantic          | Birth (en)                                      | Keith Jarrett (p, ss, voice, tfl, steel-dm), Dewey Redman (ts, 6), Charlie Haden (b), Paul Motian (dm)                                                                 | 1972        | Atlantic 1612    |
| avril 1972          | New York, Columbia Studio E         | Expectations (en)                               | Keith Jarrett (p, org, ss, tamb, per, arr), Dewey Redman (ts, per), Charlie Haden (b), Paul Motian (dm), Sam Brown (g), Airto Moreira (per), cordes et cuivres inconnu | 1972        | Columbia 31580   |
| 3 juin 1972         | Székesfehérvár, Hongrie             | Videoton Alba Regia Jazz Festival               | Keith Jarrett (p, fl, ss), Charlie Haden (b), Paul Motian (d, perc) | inédit      | inconnu          |
| 9 juin 1972         | Paris, France (^)                   | Live At Gran Studio 104 In Paris, June 9th 1972 | Keith Jarrett (p, fl, ss), Charlie Haden (b), Paul Motian (d, perc) | 2017        | DOL              |
| 14 juin 1972        | Hambourg, NDR Funkhaus (^)          | Hamburg '72 (en)                                | Keith Jarrett (p, fl, perc, ss), Charlie Haden (b), Paul Motian (d, perc)                                                                                              | 2014        | ECM 2422         |
| 24 février 1973     | New York, Village Vanguard (^)      | Fort Yawuh (en)                                 | Keith Jarrett (p, ss, tamb), Dewey Redman (ts, musette, maracas), Charlie Haden (b), Paul Motian (dm, per), Danny Johnson (per)                                        | 1973        | Impulse 9240     |
| 27-28 février 1974  | New York, Generation Sound Studios  | Treasure Island (en)                            | Keith Jarrett (p, ss, osi d), Dewey Redman (ts, tamb), Charlie Haden (b), Paul Motian (dm, per), Sam Brown (g), Guilherme Franco, Danny Johnson (per)                  | 1974        | Impulse 9274     |
| 9-10 octobre 1974   | New York, Generation Sound Studios  | Backhand (en)                                   | Keith Jarrett (p, fl, osi dm, per), Dewey Redman (ts, musette, per), Charlie Haden (b), Paul Motian (dm, per), Guilherme Franco (per)                                  | 1974        | Impulse          |
| 9-10 octobre 1974   | New York, Generation Sound Studios  | Death and the Flower                            | Keith Jarrett (p, fl, osi dm, per), Dewey Redman (ts, musette, per), Charlie Haden (b), Paul Motian (dm, per), Guilherme Franco (per)                                  | 1975        | Impulse          |
| 10-12 décembre 1975 | New York, Generation Sound Studios  | Mysteries                                       | Keith Jarrett (p, Pakistan fl, per), Dewey Redman (ts, musette, maracas), Charlie Haden (b), Paul Motian (dm, per), Guilherme Franco (per)                             | 1976        | ECM 1049         |
| 10-12 décembre 1975 | New York, Generation Sound Studios  | Shades (en)                                     | Keith Jarrett (p, Pakistan fl, per), Dewey Redman (ts, musette, maracas), Charlie Haden (b), Paul Motian (dm, per), Guilherme Franco (per)                             | 1976        | Impulse 9322     |
| avril 1976          | Louisbourg, Tonstudio Bauer         | The Survivors' Suite                            | Keith Jarrett (p, ss, bass reco, cel, osi dm), Dewey Redman (ts, per), Charlie Haden (b), Paul Motian (dm, per)                                                        | 1976        | ECM 1085         |
| mai 1976            | Brégence, Theater am Korntmarkt (^) | Eyes of the Heart (en)                          | Keith Jarrett (p, ss, osi dm, tamb), Dewey Redman (ts, tamb, maracas), Charlie Haden (b), Paul Motian (dm, per)                                                        | 1979        | ECM 1150         |
| 14-16 octobre 1976  | New York, Generation Sound          | Byablue (en)                                    | Keith Jarrett (p, ss, per), Dewey Redman (ts, musette), Charlie Haden (b), Paul Motian (dm, per)                                                                       | 1977        | Impulse 9331     |
| 14-16 octobre 1976  | New York, Generation Sound          | Bop-Be (en)                                     | Keith Jarrett (p, ss, per), Dewey Redman (ts, musette), Charlie Haden (b), Paul Motian (dm, per)                                                                       | 1977        | Impulse 9334     |

### Solo multi-instruments (1968-1986)
Keith Jarrett a enregistré plusieurs albums en solo où il joue de différents instruments (claviers, percussions, instruments à vent ou à cordes, ...), utilisant la méthode du mixage audio.
| Enregistrement   | Enregistrement                    | Nom de l'album        | Instruments | Publication | Publication |
| Date             | Lieu                              | Nom de l'album        | Instruments | Année       | Label       |
| ---------------- | --------------------------------- | --------------------- | --- | ----------- | ----------- |
| 12 mai 1968      | New York, Studios Atlantic        | Restoration Ruin (en) | chant, guitare, harmonica, saxophone soprano, flûte à bec, piano, orgue, basse électrique, batterie, tambourin, sistre, cordes non identifiées | 1968        | Vortex      |
| septembre 1976   | Ottobeuren, abbaye bénédictine    | Hymns/Spheres (en)    | orgue | 1976        | ECM 1086/87 |
| octobre 1980     | Ottobeuren, abbaye bénédictine    | Invocations           | orgue, saxophone soprano | 1981        | ECM 1201/02 |
| mai-juillet 1985 | Oxford Township, Cavelight Studio | Spirits (en)          | flûte, tabla, shaker, flûte à bec, chant, saxophone, piano, guitare, glockenspiel, tambourin, sonnaille, saz                                   | 1985        | ECM 1333/34 |
| 1986             | Oxford Township, Cavelight Studio | No End                | guitare électrique, basse Fender, batterie, tabla, percussions, chant, flûte à bec, piano                                                      | 2013        | ECM 2361/62 |
| juillet 1986     | Louisbourg, Tonstudio Bauer       | Book of Ways (en)     | clavecin | 1987        | ECM 1344/45 |

### Musique orchestrale et autres formations (1969–2007)
Keith Jarrett a enregistré quelques albums en dehors de ses formations privilégiées. Il a notamment composé et interprété de la musique orchestrale sous forme de concerti pour piano et autres instruments, des œuvres pour piano seul ou encore des duos et trios avec des formations ponctuelles : certaines de ces collaborations n'ont donné lieu qu'à un seul album (Gary Burton, Lee Konitz et Chet Baker), d'autres sont des duos avec de futurs — ou anciens — compagnons (Jack DeJohnette, Jan Garbarek, Charlie Haden, Paul Motian, Gary Peacock), ou encore uniquement des concerts restés inédits (de 1969 à 1970, en trio avec Gus Nemeth à la contrebasse et Aldo Romano ou Bob Ventrello à la batterie).
Deux œuvres ont été composées spécialement pour d'autres artistes : Luminessence (1975), un concerto pour saxophone et orchestre qui sera interprété par Jan Garbarek et Ritual (1982), une œuvre pour piano seul destinée au jeune pianiste et chef d’orchestre Dennis Russell Davies.
| Enregistrement    | Enregistrement                          | Nom de l'album                                  | Musiciens | Publication | Publication          |
| Date              | Lieu                                    | Nom de l'album                                  | Musiciens | Année       | Label                |
| ----------------- | --------------------------------------- | ----------------------------------------------- | --- | ----------- | -------------------- |
| 2 décembre 1969   | Oslo, Club 7 Restaurant                 | Jazz med Keith Jarrett Trio                     | Keith Jarrett (p), Gus Nemeth (b) et Paul Motian (dm) | 1972        | NRK TV               |
| 18 avril 1970     | Paris, Théâtre Le Temple                | Keith Jarrett Trio Live                         | Keith Jarrett (p, ss), Gus Nemeth (b), Aldo Romano (dm) | inédit      | inconnu              |
| 23 juillet 1970   | New York, A&R Studios                   | Gary Burton and Keith Jarrett                   | Gary Burton (vib), Keith Jarrett (p, el-p, ss), Sam Brown (g), Steve Swallow (el-b), Bill Goodwin (dm) | 1971        | Atlantic 1577        |
| mai 1971          | Los Angeles, Sunset Studios             | Ruta and Daitya (en)                            | Keith Jarrett (p, el-p, org, fl), Jack DeJohnette (dm, per) | 1973        | ECM 1021             |
| février 1973      | Louisbourg, Tonstudio Bauer             | In the Light (en)                               | Keith Jarrett (p, gong, per, cond), Willi Freivogel (fl), Ralph Towner (g), The Fritz Sonnleitner Quartet, The American Brass Quintet, Orchestre symphonique de la radio de Stuttgart dirigé par Mladen Gutesha | 1974        | ECM 1033/34          |
| 29-30 avril 1974  | Louisbourg, Tonstudio Bauer             | Luminessence                                    | Jan Garbarek (ts, ss), Orchestre symphonique de la radio de Stuttgart dirigé par Mladen Gutesha | 1975        | ECM 1049             |
| avril-août 1974   | New York                                | Lee Konitz - Chet Baker - Keith Jarrett Quintet | Chet Baker (tp), Lee Konitz (as), Keith Jarrett (p), Charlie Haden (b), Beaver Harris (dm) | inconnue    | Jazz Connoisseur 113 |
| octobre 1975      | Louisbourg, Tonstudio Bauer             | Arbour Zena                                     | Keith Jarrett (p), Jan Garbarek (ts, ss), Charlie Haden (b), Orchestre symphonique de la radio de Stuttgart dirigé par Mladen Gutesha                                                                           | 1975        | ECM 1070             |
| juin 1977         | Louisbourg, Tonstudio Bauer             | Ritual (en)                                     | Dennis Russell Davies (piano) | 1982        | ECM 1112             |
| 22 mars 1980      | New York, Carnegie Hall                 | The Celestial Hawk (en)                         | Keith Jarrett (p), Syracuse Symphony Orchestra dirigé par Christopher Keene | 1980        | ECM 1175             |
| 16 septembre 1992 | Allentown, Deer Head Inn                | At the Deer Head Inn (en)                       | Keith Jarrett (p), Gary Peacock (b), Paul Motian (p) | 1994        | ECM 1531             |
| 16 septembre 1992 | Allentown, Deer Head Inn                | The Old Country (en)                            | Keith Jarrett (p), Gary Peacock (b), Paul Motian (p) | 2024        | ECM 2828             |
| mars 1993         | New York, Université d'État de New York | Bridge of Light (en)                            | Keith Jarrett (p), Marcia Butler (ob), Michelle Makarski (vln), Patricia McCarty (vla), The Fairfield Orchestra dirigé par Thomas Crawford                                                                      | 1994        | ECM 1450             |
| mars 2007         | Oxford Township, Cavelight Studio       | Jasmine (en)                                    | Keith Jarrett (p), Charlie Haden (b) | 2010        | ECM 2165             |
| mars 2007         | Oxford Township, Cavelight Studio       | Last Dance (en)                                 | Keith Jarrett (p), Charlie Haden (b) | 2014        | ECM 2399             |

### Piano solo (1971–2016)
Si la carrière au piano solo de Jarrett commence par l'album Facing You (1972) enregistré en studio en 1971 (le premier sous le label ECM), la grande majorité des performances de l'artiste correspond à de longues séances d'improvisation réalisées lors de concerts publics. Les titres d'albums font souvent simplement référence à la ville ou au nom de la salle de concert, et les titres improvisés sont alors nommés « Part I », « Part II », ... Lors des rappels du public en fin de concert, Jarrett interprète généralement des standards ou ses propres compositions.
Entre 1972 et 2016, Jarrett a réalisé plus de 400 concerts au piano solo dans le monde, ce qui fait que sa discographie représente moins de 10% de ses performances, chaque concert étant absolument unique. Son dernier concert solo a été donné le 15 février 2017 au Carnegie Hall à New York. Les concerts suivants programmés en 2018 ont été annulés.
Tous les albums sont édités sous le label ECM. Figurent également dans ce tableau des concerts inédits télé- ou radio-diffusés. Les quelques enregistrements en studio sont indiqués par un astérisque (*).
| Enregistrement    | Enregistrement                  | Enregistrement  | Enregistrement | Nom de l'album                               | Publication | Publication           |
| Date              | Lieu                            | Ville           | Pays           | Nom de l'album                               | Année       | Label                 |
| ----------------- | ------------------------------- | --------------- | -------------- | -------------------------------------------- | ----------- | --------------------- |
| 10 novembre 1971  | Arne Bendiksen Studio (*)       | Oslo            | Norvège        | Facing You                                   | 1972        | ECM 1017              |
| 2 août 1972       | Molde Jazz-festival             | Molde           | Norvège        | Live in Norway 1972                          | 1972        | NKR TV                |
| 20 mars 1973      | Salle de Spectacles D'Epalinges | Lausanne        | Suisse         | Solo Concerts: Bremen/Lausanne (en)          | 1973        | ECM 1035/37           |
| 12 juillet 1973   | Kleiner Sendesaal               | Brême           | Allemagne      | Solo Concerts: Bremen/Lausanne (en)          | 1973        | ECM 1035/37           |
| 13 août 1973      | Molde Jazz-festival             | Molde           | Norvège        | Molde, Norway 1973                           | 1973        | NKR TV                |
| 24 janvier 1975   | Kölner Oper                     | Cologne         | Allemagne      | The Köln Concert                             | 1975        | ECM 1064/65           |
| 2 février 1975    | Die Glocke                      | Brême           | Allemagne      | Die Glocke, Bremen 1975                      | inédit      | inconnu               |
| 13 février 1975   | Vassar College                  | New York        | États-Unis     | Live At The Skinner Hall                     | 2017        | KJM                   |
| mai 1976          | Studio Davout (*)               | Paris           | France         | Staircase (en)                               | 1977        | ECM 1090/91           |
| 5 novembre 1976   | Kaikan Hall                     | Kyoto           | Japon          | Sun Bear Concerts                            | 1978        | ECM 1100              |
| 8 novembre 1976   | Sankei Hall                     | Osaka           | Japon          | Sun Bear Concerts                            | 1978        | ECM 1100              |
| 12 novembre 1976  | Aichi Auditorium                | Nagoya          | Japon          | Sun Bear Concerts                            | 1978        | ECM 1100              |
| 14 novembre 1976  | Nakano Sun Plaza                | Tokyo           | Japon          | Sun Bear Concerts                            | 1978        | ECM 1100              |
| 18 novembre 1976  | Hokkaido Kosei Nenkin Hall      | Sapporo         | Japon          | Sun Bear Concerts                            | 1978        | ECM 1100              |
| 26 août 1977      | Shelburne Farms                 | Shelburne       | États-Unis     | Vermont Solo                                 | 1996        | VideoArts Music (DVD) |
| 12 décembre 1978  | Nippon Budokan                  | Tokyo           | Japon          | Solo Concert at Budokan                      | 2017        | FM - TOKYO            |
| 25 juillet 1979   | Pinède Gould                    | Juan-les-Pins   | France         | Antibes Juan-les-Pins 1979                   | 2018        | France Musique        |
| novembre 1979     | Tonstudio Bauer (*)             | Louisbourg      | Allemagne      | The Moth and the Flame                       | 1981        | ECM 1201/02           |
| 28 mai 1981       | Festspielhaus                   | Brégence        | Autriche       | Concerts (en)                                | 1982        | ECM 1227              |
| 2 juin 1981       | Herkulessaal der Residenz       | Munich          | Allemagne      | Concerts (en)                                | 1982        | ECM 1227              |
| 10 juin 1981      | Palais des Sports               | Lille           | France         | Keith Jarrett Live in Lille                  | inédit      | inconnu               |
| 25 janvier 1984   | Kan-i Hoken Hall                | Tokyo           | Japon          | Last Solo                                    | 1987        | VideoArts Music (DVD) |
| 11 avril 1987     | Suntory Hall                    | Tokyo           | Japon          | Dark Intervals (en)                          | 1988        | ECM 1379              |
| 14 avril 1987     | Suntory Hall                    | Tokyo           | Japon          | Solo Tribute: The 100th Performance In Japan | 1987        | Videoarts Japan       |
| 17 octobre 1988   | Salle Pleyel                    | Paris           | France         | Paris Concert (en)                           | 1990        | ECM 1401              |
| 13 juillet 1991   | Wiener Staatsoper               | Vienne          | Autriche       | Vienna Concert (en)                          | 1992        | ECM 1481              |
| 25 octobre 1992   | Salle Pleyel                    | Paris           | France         | Salle Pleyel, Paris 1992, Inédits            | 1996        | ECM 3454              |
| 13 février 1995   | Teatro alla Scala               | Milan           | Italie         | La Scala (en)                                | 1997        | ECM 1640              |
| 23 octobre 1996   | Teatro Comunale                 | Modène          | Italie         | A Multitude of Angels (en)                   | 2016        | ECM 2500-03           |
| 25 octobre 1996   | Teatro Comunale                 | Ferrara         | Italie         | A Multitude of Angels (en)                   | 2016        | ECM 2500-03           |
| 28 octobre 1996   | Teatro Regio                    | Turin           | Italie         | A Multitude of Angels (en)                   | 2016        | ECM 2500-03           |
| 30 octobre 1996   | Teatro Carlo Felice             | Gênes           | Italie         | A Multitude of Angels (en)                   | 2016        | ECM 2500-03           |
| 1998              | Cavelight Studio (*)            | Oxford Township | États-Unis     | The Melody at Night, With You                | 1999        | ECM 1675              |
| 27 octobre 2002   | Osaka Festival Hall             | Osaka           | Japon          | Radiance                                     | 2005        | ECM 1960/61           |
| 30 octobre 2002   | Metropolitan Festival Hall      | Tokyo           | Japon          | Radiance                                     | 2005        | ECM 1960/61           |
| 26 septembre 2005 | Carnegie Hall                   | New York        | États-Unis     | The Carnegie Hall Concert (en)               | 2006        | ECM 1989/90           |
| 19 juillet 2006   | Gran Teatro La Fenice           | Venise          | Italie         | La Fenice (en)                               | 2018        | ECM 2601/02           |
| 26 novembre 2008  | Salle Pleyel                    | Paris           | France         | Paris / London: Testament (en)               | 2009        | ECM 2130              |
| 1er décembre 2008 | Royal Albert Hall               | Londres         | Angleterre     | Paris / London: Testament (en)               | 2009        | ECM 2130              |
| 11 avril 2011     | Theatro municipal               | Rio de Janeiro  | Brésil         | Rio (en)                                     | 2011        | ECM 2198-99           |
| 30 avril 2014     | Orchard Hall, Bunkamura         | Tokyo           | Japon          | Creation (en)                                | 2015        | ECM 2450              |
| 6 mai 2014        | Orchard Hall, Bunkamura         | Tokyo           | Japon          | Creation (en)                                | 2015        | ECM 2450              |
| 9 mai 2014        | Kioi Hall                       | Tokyo           | Japon          | Creation (en)                                | 2015        | ECM 2450              |
| 25 juin 2014      | Roy Thomson Hall                | Toronto         | Canada         | Creation (en)                                | 2015        | ECM 2450              |
| 4 juillet 2014    | Salle Pleyel                    | Paris           | France         | Creation (en)                                | 2015        | ECM 2450              |
| 11 juillet 2014   | Auditorium Parco della Musica   | Rome            | Italie         | Creation (en)                                | 2015        | ECM 2450              |
| 3 juillet 2016    | Béla Bartók hall                | Budapest        | Hongrie        | Budapest Concert (en)                        | 2020        | ECM 2700/01           |
| 6 juillet 2016    | Opéra national                  | Bordeaux        | France         | Bordeaux Concert,                            | 2022        | ECM 2740              |
| 9 juillet 2016    | Musikverein                     | Vienne          | Autriche       | New Vienna                                   | 2025        | ECM 2850              |
| 16 juillet 2016   | Philharmonie am Gasteig         | Munich          | Allemagne      | Munich 2016 (en)                             | 2019        | ECM 2667/68           |

### Quartet européen (1974–1979)
En 1972, le producteur Manfred Eicher propose à Jarrett de travailler avec le saxophoniste norvégien Jan Garbarek, que Jarrett avait rencontré lors d'un séjour en Europe avec Charles Lloyd à la fin des années 1960. Leurs premières collaborations ont jeté les bases de ce qui allait être connu sous le nom de « quartet européen », qui comprenait également Palle Danielsson à la contrebasse et Jon Christensen à la batterie et aux percussions.
Le groupe a enregistré cinq albums pour le label ECM, chacun joué dans un style similaire à celui du quartet américain, mais avec de nombreux éléments d'avant-garde et d'Americana remplacés par les influences de la musique folklorique et classique européenne qui caractérisent le travail des artistes ECM à l'époque. Après deux albums studios (*), le quartet fit une tournée au Japon en avril 1979 avec 13 concerts donnés en seulement 20 jours, dont sont tirés les deux albums Personal Mountains (1989) et Sleeper (2012). Un dernier concert fut donné au Village Vanguard en mai 1979 dont l'enregistrement a été publié avec l'album Nude Ants (1980).
| Enregistrement   | Enregistrement             | Enregistrement | Enregistrement | Nom de l'album        | Publication | Publication |
| Date             | Lieu                       | Ville          | Pays           | Nom de l'album        | Année       | Label       |
| ---------------- | -------------------------- | -------------- | -------------- | --------------------- | ----------- | ----------- |
| 18 avril 1974    | Hauptstadtstudio (*)       | Hanovre        | Allemagne      | Live in Hannover 1974 | 1974        | ARD TV      |
| 24-25 avril 1974 | Arne Bendiksen Studios (*) | Oslo           | Norvège        | Belonging             | 1974        | ECM 1050    |
| novembre 1977    | Talent Studios (*)         | Oslo           | Norvège        | My Song               | 1978        | ECM 1115    |
| 2 avril 1979     | Tokyo Kōsei Nenkin Kaikan  | Tokyo          | Japon          | Personal Mountains    | 1989        | ECM 1382    |
| 13 avril 1979    | Tokyo Kōsei Nenkin Kaikan  | Tokyo          | Japon          | Personal Mountains    | 1989        | ECM 1382    |
| 16 avril 1979    | Nakano Sun Plaza           | Tokyo          | Japon          | Personal Mountains    | 1989        | ECM 1382    |
| 17 avril 1979    | Nakano Sun Plaza           | Tokyo          | Japon          | Personal Mountains    | 1989        | ECM 1382    |
| 16 avril 1979    | Nakano Sun Plaza           | Tokyo          | Japon          | Sleeper (en)          | 2012        | ECM 2290/91 |
| 15-20 mai 1979   | Village Vanguard           | New York       | États-Unis     | Nude Ants             | 1980        | ECM 1171/72 |

### Keith Jarrett Trio (1983–2014)

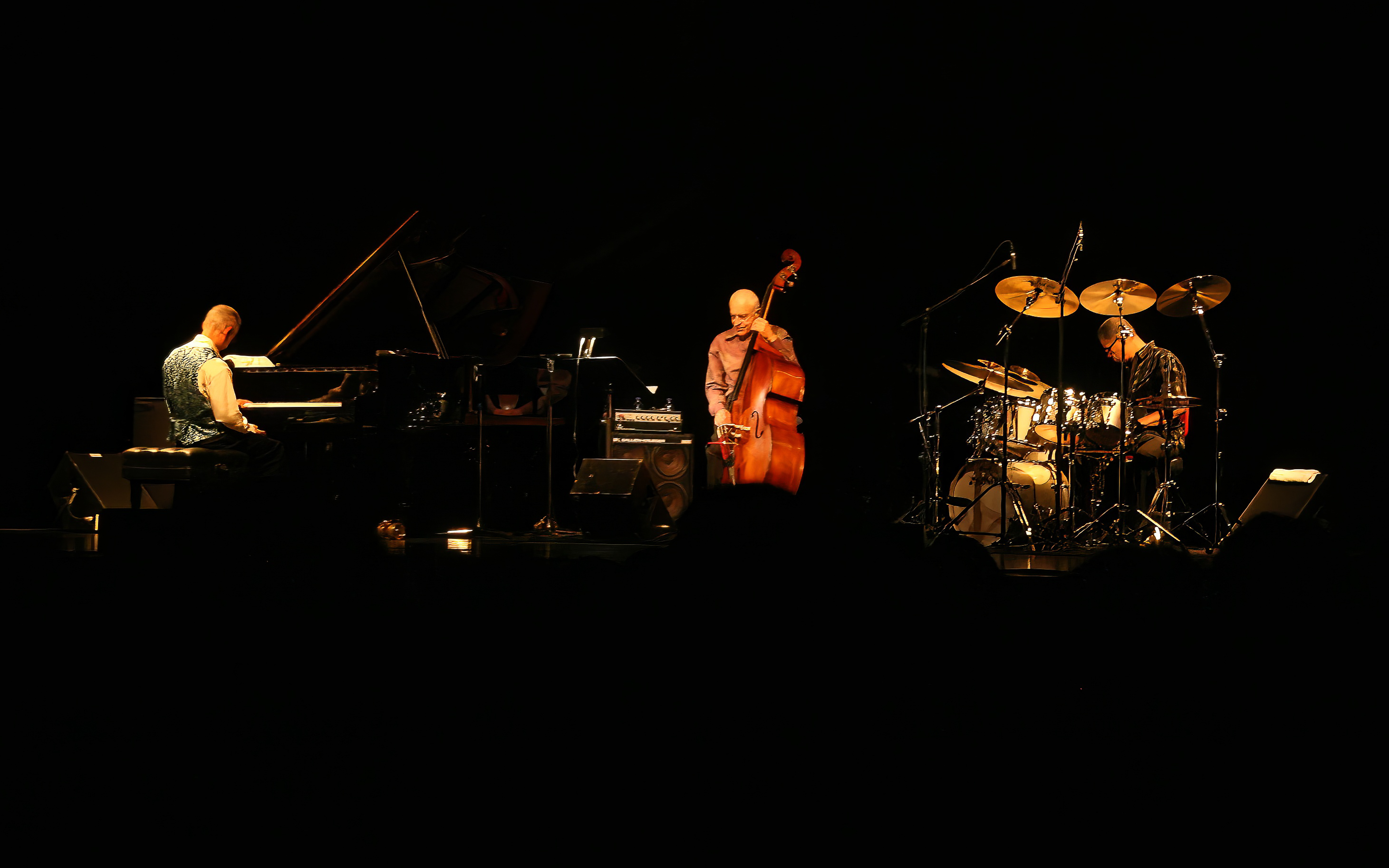
Keith Jarrett, Gary Peacock et Jack DeJohnette en concert à Montréal, le 1 juillet 2007.

Le trio jazz le plus connu de Jarrett est composé de Keith Jarrett au piano, Gary Peacock à la contrebasse et Jack DeJohnette à la batterie. Jarrett a côtoyé DeJohnette dès 1966 dans les formations avec Charles Lloyd puis Miles Davis, mais les trois musiciens ont joué pour la première fois ensemble sur l'album studio de Gary Peacock Tales of Another (1977). Ils se sont reformés durablement avec Jarrett comme leader en janvier 1983. Ils commencent alors à interpréter de grands standards de jazz au cours d'une session d'enregistrement studio de deux jours à New York : Standards Vol. 1 & 2 (1983, 1985), ce qui leur vaudra d'être également appelés par la suite le « Standards Trio ». Au cours de cette même session, ils enregistrent plusieurs séquences d'improvisation totale ce qui donnera l'album Changes (1984). Trois autres albums seront publiés avec des improvisations libres du trio lors de concerts live : Changeless (1987), Inside Out (2001) et Always Let Me Go (2002).
De 1983 à 2014, le trio s'est produit en public près de 400 fois alors qu'une trentaine de concerts a seulement été publiée. Leur dernière apparition date du 30 novembre 2014 lors d'un concert donné dans le New Jersey; Gary Peacock est décédé en 2020.
Tous les albums sont enregistrés en concert public, sauf indiqués (*).
| Enregistrement     | Enregistrement                   | Enregistrement | Enregistrement | Nom de l'album                            | Publication | Publication              |
| Date               | Lieu                             | Ville          | Pays           | Nom de l'album                            | Année       | Label                    |
| ------------------ | -------------------------------- | -------------- | -------------- | ----------------------------------------- | ----------- | ------------------------ |
| 11-12 janvier 1983 | Power Station (*)                | New York       | États-Unis     | Standards, Vol. 1 (en)                    | 1983        | ECM 1255                 |
| 11-12 janvier 1983 | Power Station (*)                | New York       | États-Unis     | Changes (en)                              | 1984        | ECM 1276                 |
| 11-12 janvier 1983 | Power Station (*)                | New York       | États-Unis     | Standards, Vol. 2 (en)                    | 1985        | ECM 1289                 |
| 15 février 1985    | Koseinekin Hall                  | Tokyo          | Japon          | Standards                                 | 2001        | VideoArts Music (DVD)    |
| 15 février 1985    | Koseinekin Hall                  | Tokyo          | Japon          | Standards                                 | 2008        | ECM (DVD)                |
| 2 juillet 1985     | Palais des Congrès               | Paris          | France         | Standards Live (en)                       | 1986        | ECM 1317                 |
| 12 juillet 1985    | PWA Zaal                         | La Haye        | Pays-Bas       | Keith Jarrett Trio, Den Haag              |             | FM                       |
| 18 juillet 1985    | San Sebastian Jazz Festival      | San Sebastian  | Espagne        | Live in San Sebastian 1985                | 1985        | RTVE                     |
| 23 juillet 1985    | Pinède Gould                     | Juan-les-Pins  | France         | Festival de jazz d'Antibes 1985           | 2019        | France Musique           |
| 26 juillet 1985    | Zénith Sud                       | Montpellier    | France         | Montpellier 1985                          | 1985        | France Musique           |
| 13 juillet 1986    | Philharmonic Hall                | Munich         | Allemagne      | Still Live                                | 1987        | ECM 1360/61              |
| 26 octobre 1986    | Hitomi Memorial Hall             | Tokyo          | Japon          | Standards II                              | 2001        | VideoArts Music (DVD)    |
| 26 octobre 1986    | Hitomi Memorial Hall             | Tokyo          | Japon          | Standards II                              | 2008        | ECM (DVD)                |
| 9 octobre 1987     |                                  | Lexington      | États-Unis     | Changeless (en)                           | 1989        | ECM 1392                 |
| 11 octobre 1987    | Convention Center                | Dallas         | États-Unis     | Changeless (en)                           | 1989        | ECM 1392                 |
| 12 octobre 1987    | Wortham Center                   | Houston        | États-Unis     | Changeless (en)                           | 1989        | ECM 1392                 |
| 14 octobre 1987    | Paramount Theater                | Denver         | États-Unis     | Changeless (en)                           | 1989        | ECM 1392                 |
| 7 octobre 1989     | Talent Studios                   | Oslo           | Norvège        | Standards in Norway                       | 1989        | ECM 1542                 |
| 3 octobre 1989     | Berwaldhallen                    | Stockholm      | Suède          | Berwaldhallen, Stockholm: October 3, 1989 | 2020        | Alternative Fox – FOX032 |
| 15 octobre 1989    | Kölner Philharmonie              | Cologne        | Allemagne      | Tribute                                   | 1991        | ECM 1420/21              |
| 21 avril 1990      | The Town Hall                    | New York       | États-Unis     | The Cure (en)                             | 1991        | ECM 1440                 |
| 12 octobre 1991    | Power Station (*)                | New York       | États-Unis     | Bye Bye Blackbird (en)                    | 1993        | ECM 1467                 |
| 25 juillet 1992    | Pinède Gould                     | Juan-les-Pins  | France         | In Memory of Miles                        | 2000        | France Musique           |
| 25 juillet 1993    | Open Theater East                | Tokyo          | Japon          | Live at Open Theater East 1993            | 2005        | VideoArts Music (DVD)    |
| 3 juin 1994        | Blue Note                        | New York       | États-Unis     | Keith Jarrett at the Blue Note (en)       | 1995        | ECM 1575/80              |
| 4 juin 1994        | Blue Note                        | New York       | États-Unis     | Keith Jarrett at the Blue Note (en)       | 1995        | ECM 1575/80              |
| 5 juin 1994        | Blue Note                        | New York       | États-Unis     | Keith Jarrett at the Blue Note (en)       | 1995        | ECM 1575/80              |
| 30 mars 1996       | Orchard Hall, Bunkamura          | Tokyo          | Japon          | Tokyo '96 (en)                            | 1998        | ECM 1666                 |
| 30 mars 1996       | Orchard Hall, Bunkamura          | Tokyo          | Japon          | Tokyo '96 (en)                            | 2003        | VideoArts Music (DVD)    |
| 14 novembre 1998   | New Jersey Performing Art Center | Newark         | États-Unis     | After The Fall                            | 2016        | ECM 2590                 |
| 1er juillet 1999   | Cirkusbygningen                  | Copenhague     | Danemark       | Copenhagen, 1999                          |             | FM                       |
| 5 juillet 1999     | Palais des Congrès               | Paris          | France         | Whisper Not                               | 2000        | ECM 1724/25              |
| 26 juillet 2000    | Royal Festival Hall              | Londres        | Angleterre     | Inside Out (en)                           | 2001        | ECM 1780                 |
| 28 juillet 2000    | Royal Festival Hall              | Londres        | Angleterre     | Inside Out (en)                           | 2001        | ECM 1780                 |
| avril 2001         | Bunka Kaikan et Orchard Hall     | Tokyo          | Japon          | Always Let Me Go (en)                     | 2004        | ECM 1900                 |
| 24 avril 2001      | Orchard Hall                     | Tokyo          | Japon          | Yesterdays                                | 2009        | ECM 2060                 |
| 30 avril 2001      | Bunka Kaikan                     | Tokyo          | Japon          | Yesterdays                                | 2009        | ECM 2060                 |
| 22 juillet 2001    | Auditorium Stravinski            | Montreux       | Suisse         | My Foolish Heart                          | 2007        | ECM 2060                 |
| 28 juillet 2001    | Bayerische Staatsoper            | Munich         | Allemagne      | The Out-of-Towners                        | 2007        | ECM 2060                 |
| 16 juin 2002       | Pinède Gould                     | Juan-les-Pins  | France         | Up for It                                 | 2003        | ECM 1860                 |
| 11 juillet 2009    | KKL                              | Lucerne        | Suisse         | Somewhere                                 | 2013        | ECM 2200                 |

## Musique classique
Keith Jarrett a enregistré plusieurs disques d'interprétation de musique classique et contemporaine. La plupart sont des enregistrements en studio, les albums en live sont indiqués (^).
| Compositeur                  | Nom de l'album ou œuvre                                                            | Musiciens                                                                                | Enregistrement             | Enregistrement                    | Publication | Publication                          |
| Compositeur                  | Nom de l'album ou œuvre                                                            | Musiciens                                                                                | Date                       | Lieu                              | Année       | Label                                |
| ---------------------------- | ---------------------------------------------------------------------------------- | ---------------------------------------------------------------------------------------- | -------------------------- | --------------------------------- | ----------- | ------------------------------------ |
| Carl Philipp Emanuel Bach    | Württemberg Sonatas                                                                | Keith Jarrett (piano)                                                                    | mai 1994                   | Cavelight Studio, New Jersey      | 2023        | ECM 2790/91                          |
| Johann Sebastian Bach        | Das Wohltemperierte Klavier, Buch I                                                | Keith Jarrett (piano)                                                                    | février 1987               |                                   | 1988        | ECM 1362/63                          |
| Johann Sebastian Bach        | The Well Tempered Clavier, Book I                                                  | Keith Jarrett (piano)                                                                    | 7 mars 1987                | Troy (^)                          | 2019        | ECM 2627/28                          |
| Johann Sebastian Bach        | Goldberg Variations                                                                | Keith Jarrett (clavecin)                                                                 | janvier 1989               | Yatsugatake Kogen, Japon          | 1989        | ECM 1395                             |
| Johann Sebastian Bach        | Das Wohltemperierte Klavier, Buch II                                               | Keith Jarrett (clavecin)                                                                 | mai 1990                   |                                   | 1991        | ECM 1433/34                          |
| Johann Sebastian Bach        | The French Suites                                                                  | Keith Jarrett (clavecin)                                                                 | septembre 1991             | Cavelight Studio, New Jersey      | 1993        | ECM 1513/14                          |
| Johann Sebastian Bach        | 3 Sonaten Für Viola Da Gamba Und Cembalo                                           | Kim Kashkashian (vla) et Keith Jarrett (cem)                                             | septembre 1991             | Cavelight Studio, New Jersey      | 1994        | ECM 1501                             |
| Johann Sebastian Bach        | Bach Sonatas, BWV 1030-1035                                                        | Michala Petri (flûte à bec) et Keith Jarrett (clavecin)                                  | 28 février-1er mars 1992   | Cavelight Studio, New Jersey      | 1992        | RCA                                  |
| Johann Sebastian Bach        | Six Sonatas For Violin And Piano (de)                                              | Michelle Makarski (vln) et Keith Jarrett (p)                                             | novembre 2010              | New York                          | 2013        | ECM 2230/31                          |
| Samuel Barber                | Piano Concerto op. 38                                                              | Keith Jarrett (p) et Dennis Russell Davies (dir), Rundfunk-Sinfonieorchester Saarbrücken | 3 juin 1984                | Congresshalle Saarbrücken (^)     | 2014        | ECM 2445                             |
| Béla Bartók                  | Piano Concerto No. 3                                                               | Keith Jarrett (p) et Kazuyoshi Akiyama (dir), New Japan Philharmonic Orchestra           | 30 janvier 1985            | Kan'i Hoken Hall, Tokyo           | 2014        | ECM 2445                             |
| Dmitri Chostakovitch         | 24 Preludes and Fugues op. 87                                                      | Keith Jarrett (piano)                                                                    | juillet 1991               | La Chaux-de-Fonds                 | 1992        | ECM 1469/70                          |
| Peggy Glanville-Hicks        | Etruscan Concerto                                                                  | Keith Jarrett (p) et Dennis Russell Davies (dir), Brooklyn Philharmonic Orchestra        | 1992                       |                                   | 1992        | MusicMasters, Inc.                   |
| Georges Ivanovitch Gurdjieff | Sacred Hymns (en)                                                                  | Keith Jarrett (piano)                                                                    | mars 1980                  | Louisbourg                        | 1980        | ECM 1174                             |
| Georg Friedrich Haendel      | Recorder Sonatas                                                                   | Michala Petri (flûte à bec) et Keith Jarrett (clavecin)                                  | 1er-5 juin 1990            | Cavelight Studio, New Jersey      | 1991        | BMG Classics, RD 60 441              |
| Georg Friedrich Haendel      | Suites for Keyboard                                                                | Keith Jarrett (piano)                                                                    | septembre 1993             | Université d'État de New York     | 1995        | ECM 1530                             |
| Lou Harrison                 | Piano Concerto                                                                     | Keith Jarrett (p) avec le Nouvel orchestre philharmonique du Japon, Naoto Otomo (dir)    | 30 janvier 1986            | Kan'i Hoken Hall, Tokyo (^)       | 1988        | Recorded Anthology of American Music |
| Lou Harrison                 | Suite for Violin, Piano and Small Orchestra                                        | Keith Jarrett (p), Lucy Stoltzman (vln), Robert Hughes (dir)                             | 21-22 mai 1988             | New York                          | 1988        | Recorded Anthology of American Music |
| Lou Harrison                 | Symphony No.2 Elegiac                                                              | Keith Jarrett (p) et Dennis Russell Davies (dir), American Composers Orchestra           | 1989                       | Université d'État de New York     | 1989        | MusicMasters, Inc.                   |
| Alan Hovhaness               | Lousadzak Op. 48 (Coming of Light)                                                 | Keith Jarrett (p) et Dennis Russell Davies (dir), American Composers Orchestra           | 1989                       | Université d'État de New York     | 1989        | MusicMasters, Inc.                   |
| Wolfgang Amadeus Mozart      | Piano Concerto no 10 in E-Flat major for two piano KV365 (361a)                    | Keith Jarrett (p), Chick Corea (p), Yoshikazu Tanaka (dir), The New Japan Philharmonic   | 1er février 1985           | Kan'i Hoken Hall, Tokyo           | 1985        | Tokyo Music Joy 1985                 |
| Wolfgang Amadeus Mozart      | Piano Concertos k. 467, k. 488, k. 595, Masonic Funeral Music, Symphony in G Minor | Keith Jarrett (p) et Dennis Russell Davies (dir), Stuttgarter Kammerorchester            | novembre 1994 janvier 1995 | Mozartsaal, Liederhalle Stuttgart | 1996        | ECM 1530                             |
| Wolfgang Amadeus Mozart      | Piano Concertos k. 271, k. 453, k. 466, Adagio and Fugue                           | Keith Jarrett (p) et Dennis Russell Davies (dir), Stuttgarter Kammerorchester            | mai 1996 mars 1998         | Mozartsaal, Liederhalle Stuttgart | 1999        | ECM 1624/25                          |
| Arvo Pärt                    | Tabula rasa, Frates, Cantus In Memory Of Benjamin Britten                          | Gidon Kremer (vln) et Keith Jarrett (p)                                                  | octobre 1983               | Bâle                              | 1983        | ECM 1275 (1984)                      |

## En tant que sideman
Keith Jarrett a commencé sa carrière de musicien en tant que sideman aux côtés notamment de Art Blakey (leader du groupe Jazz Messengers, 1966), Charles Lloyd (1966-1968) et Miles Davis (1970-1971).
Les dates d'enregistrement indiquées correspondent uniquement aux sessions où Jarrett est présent.
| Leader               | Nom de l'album                              | Musiciens | Date                               | Label                             |
| -------------------- | ------------------------------------------- | --- | ---------------------------------- | --------------------------------- |
| Don Jacoby (en)      | Swinging Big Sound                          | Don Jacoby, Bob Crull, Gary Slavo, Tom Wirtel, Chris Witherspoon (tp), Dee Barton, Willie Barton, Loren William Binford, Dave Wheeler (tb), Al Beuler, John Giordano (as), Don Melka, Bob Pierson (ts), Jerry Keys (bars, as), Keith Jarrett (p), Don Gililland (g), Toby Guynn (b), John Van Ohlen (dm)                                                                                                 | 1962                               | Decca DL 4241                     |
| Art Blakey           | Buttercorn Lady (en)                        | Chuck Mangione (tp), Frank Mitchell, (ts) Keith Jarrett (p), Reggie Johnson (b), Art Blakey (dm) | janvier 1966                       | Limelight 82034                   |
| Charles Lloyd        | Dream Weaver                                | Charles Lloyd (ts, fl), Keith Jarrett (p), Cecil McBee (b), Jack DeJohnette (dm) | 20 mars 1966                       | Atlantic 1459                     |
| Charles Lloyd        | The Flowering                               | Charles Lloyd (ts, fl), Keith Jarrett (p), Cecil McBee (b), Jack DeJohnette (dm) | 23-24 juillet 1966 29 octobre 1966 | Atlantic 1586 (1971)              |
| Charles Lloyd        | Forest Flower                               | Charles Lloyd (ts, fl), Keith Jarrett (p), Cecil McBee (b), Jack DeJohnette (dm) | 8 septembre 1966                   | Atlantic 1473                     |
| Charles Lloyd        | Charles Lloyd in Europe                     | Charles Lloyd (ts, fl), Keith Jarrett (p), Cecil McBee (b), Jack DeJohnette (dm) | 29 octobre 1966                    | Atlantic 1500                     |
| Charles Lloyd        | Journey Within                              | Charles Lloyd (ts, fl), Keith Jarrett (p), Cecil McBee (b), Jack DeJohnette (dm) | 27 janvier 1967                    | Atlantic 1493                     |
| Charles Lloyd        | Love-in                                     | Charles Lloyd (ts, fl), Keith Jarrett (p), Cecil McBee (b), Jack DeJohnette (dm) | 27 janvier 1967                    | Atlantic 1481                     |
| Charles Lloyd        | Charles Lloyd in the Soviet Union           | Charles Lloyd (ts, fl), Keith Jarrett (p), Cecil McBee (b), Jack DeJohnette (dm) | 14 mai 1967                        | Atlantic 1571                     |
| Charles Lloyd        | 4th International Jazz Festival - Praha '67 | Charles Lloyd (ts, fl), Keith Jarrett (p), Cecil McBee (b), Jack DeJohnette (dm) | 18-22 octobre 1967                 | Supraphon 15987                   |
| Charles Lloyd        | Soundtrack                                  | Charles Lloyd (ts, fl), Keith Jarrett (p), Cecil McBee (b), Jack DeJohnette (dm) | 15 novembre 1968                   | Atlantic 1519                     |
| Bob Moses            | Love Animal                                 | Steve Swallow (b), Bob Moses (d), Larry Coryell (gt, vo), Keith Jarrett (p, ss), Jim Pepper (ts) | 1967-1968                          | Amulet (2003)                     |
| Miles Davis          | Directions                                  | Miles Davis (tp), Keith Jarrett (el-p), John McLaughlin (el-g), Dave Holland (el-b), Jack DeJohnette (dm), Airto Moreira (perc) | 21 mai 1970                        | Miles MD (1981)                   |
| Miles Davis          | Miles Davis at Fillmore                     | Miles Davis (tp), Steve Grossman (ss), Keith Jarrett (org), Chick Corea (el-p), Dave Holland (el-b), Jack DeJohnette (dm), Airto Moreira (per) | 17-20 juin 1970                    | Columbia 30038                    |
| Miles Davis          | Isle Of Wight Concert                       | Miles Davis (tp), Steve Grossman (ss), Keith Jarrett (org), Chick Corea (el-p), Dave Holland (el-b), Jack DeJohnette (dm), Airto Moreira (per) | 29 août 1970                       | Columbia 450472 (2008)            |
| Miles Davis          | Get Up with It                              | Miles Davis (tp), Steve Grossman (ss), Keith Jarrett (el-p), Herbie Hancock (clav), John McLaughlin (el-g), Michael Henderson (el-b), Billy Cobham (dm), Airto Moreira (perc) | 6 septembre 1970                   | Columbia 33236                    |
| Miles Davis          | Fillmore West, 10/17/'70                    | Miles Davis (tp), Gary Bartz (ss, as), Keith Jarrett (el-p, org), Michael Henderson (el-b), Jack DeJohnette (dm), Airto Moreira, Jim Riley (per) | 17 octobre 1970                    | Jazz Masters 007 (1993)           |
| Miles Davis          | The Cellar Door Sessions                    | Miles Davis (tp), Gary Bartz (ss, as), Keith Jarrett (el-p, org), John McLaughlin (el-g), Michael Henderson (el-b) Jack DeJohnette (dm) Airto Moreira (perc) | 16-17 décembre 1970                | Sony/BMG 1C6K93614 (2005)         |
| Miles Davis          | Live/Evil                                   | Miles Davis (tp), Steve Grossman (ss), Keith Jarrett (org), Chick Corea, Herbie Hancock (el-p) Ron Carter (b), Jack DeJohnette (dm), Airto Moreira (perc), Hermeto Pascoal (voice, d) | 19 décembre 1970                   | Columbia 30954                    |
| Miles Davis          | Lennie's on the Turnpike '71                | Miles Davis (tp), Gary Bartz (ss, as), Keith Jarrett (el-p, org), Michael Henderson (el-b), Jack DeJohnette (dm), Airto Moreira (per) | 11-14 mars 1971                    | Jazz Masters 001/02 (1993)        |
| Miles Davis          | LXXIV. Miles Davis Band                     | Miles Davis (tp), Gary Bartz (ss, as), Keith Jarrett (el-p, org), Michael Henderson (el-b), Leon "Ndugu" Chancler (dm), Don Alias, Mtume (per) | 21 octobre 1971                    | Columbia 36472                    |
| Miles Davis          | Neue Stadthalle, Switzerland, 10/22/'71     | Miles Davis (tp), Gary Bartz (ss, as), Keith Jarrett (el-p, org), Michael Henderson (el-b), Leon "Ndugu" Chancler (dm), Don Alias, Mtume (per) | 22 octobre 1971                    | Jazz Masters 008/09 (1993)        |
| Miles Davis          | Another Bitches Brew                        | Miles Davis (tp), Gary Bartz (ss, as), Keith Jarrett (el-p, org), Michael Henderson (el-b), Leon "Ndugu" Chancler (dm), Don Alias, Mtume (per) | 3 novembre 1971                    | Jazz Door 1284/85 (1995)          |
| Miles Davis          | Berlin and Beyond                           | Miles Davis (tp), Gary Bartz (ss, as), Keith Jarrett (el-p, org), Michael Henderson (el-b), Leon "Ndugu" Chancler (dm), Don Alias, Mtume (per) | 6 novembre 1971                    | Lunch for Your Ears 006/07 (1995) |
| Miles Davis          | Miles Davis in Sweden 1971                  | Miles Davis (tp), Gary Bartz (ss, as), Keith Jarrett (el-p, org), Michael Henderson (el-b), Leon "Ndugu" Chancler (dm), Don Alias, Mtume (per) | 7 novembre 1971                    | Lunch for Your Ears 006/07 (1972) |
| Paul Motian          | Conception Vessel (en)                      | Keith Jarrett (p, fl), Sam Brown (gtr), Leroy Jenkins (vln), Becky Friend (fl), Charlie Haden (cb), Paul Motian (per) | 25-26 novembre 1972                | ECM 1028                          |
| Charlie Haden        | “Closeness” Duets                           | Charlie Haden (b), Keith Jarrett (p), Ornette Coleman (as), Alice Coltrane (harp), Paul Motian (per) | 26 janvier 1976 18-21 mars 1976    | Horizon 710                       |
| Gary Peacock         | Tales of Another                            | Gary Peacock (b), Keith Jarrett (p), Jack DeJohnette (dm) | 2 février 1977                     | ECM 1101                          |
| Barbara Massey       | Prelude To...                               | Barbara Massey (vo, p, el-p, autoharp), Richard Tee (org), Keith Jarrett (p), Sam Brown (g), Bill Salter (b), Grady Tate (dm), Ralph MacDonald (per, cga), Ernie Calabria (vo, g, arr), Myrna Summers and the Inter Denominational Singers (chorus), Eumir Deodato (dir) | 16 août 1970                       | Cotillion 9044                    |
| Marion Williams (en) | Standing Here Wondering Which Way to Go     | Marion Williams (vo), Paul Griffin (org), Keith Jarrett (p), Jerry Jemmott (el-b), Bernard Purdie (dm), John Murtaugh (dir) | 25 février 1971                    | Atlantic 8289                     |
| Donal Leace          | Donal Leace                                 | Donal Leace (vo, g), Keith Jarrett (p), David Spinozza (g), Bill Salter (b), Ray Lucas (dm), Eumir Deodato (arr), overdubbed strings, horns | 13 avril 1971                      | Atlantic 7221                     |
| Donal Leace          | Words                                       | Donal Leace (vo, g), Keith Jarrett (p), David Spinozza (g), Bill Salter (b), Ray Lucas (dm), Eumir Deodato (arr), overdubbed strings, horns | 1973                               | Atlantic 2944                     |
| Airto Moreira        | Free (en)                                   | Airto Moreira (per), Joe Farrell (afl, bfl -1, fl), Hubert Laws (fl), Keith Jarrett (p), George Benson (g), Ron Carter (b) | avril-mai 1972                     | CTI 6020 (1973)                   |
| Freddie Hubbard      | Sky Dive (en)                               | Freddie Hubbard (tp), Alan Rubin, Marvin Stamm (tp, flh), Wayne Andre, Garnett Brown (tb), Paul Faulise (btb), Tony Price (tu), Wally Kane (picc, bcl), Hubert Laws (fl), Romeo Penque (fl, cl, ob, ehr), Phil Bodner, George Marge (fl, bcl), Keith Jarrett (p, el-p), George Benson or Jay Berliner (g), Ron Carter (b), Billy Cobham (dm), Ray Barretto, Airto Moreira (per), Don Sebesky (arr, cond) | octobre 1972                       | CTI 6018                          |
| Kenny Wheeler        | Gnu High                                    | Kenny Wheeler (flh), Keith Jarrett (p), Dave Holland (b), Jack DeJohnette (dm) | juin 1975                          | ECM 1069                          |
| Scott Jarrett        | Without Rhyme or Reason                     | Scott Jarrett (vo, el-p), Keith Jarrett (p), Dave Grusin (el-p, per -2), Eddie Gomez (b) | 1980                               | Arista GRP 5007                   |

## Vidéographie
| Année | Nom de la vidéo                                              | Notes | Label                |
| ----- | ------------------------------------------------------------ | --- | -------------------- |
| 1969  | Jazz med Keith Jarrett Trio                                  | court documentaire avec interview de Jarrett et concert en formation trio: Keith Jarrett (p), Gus Nemeth (b) et Paul Motian (dm), enregistré le 2 décembre 1969 au Club 7, Restaurant Kongen, Oslo, Norvège.                                                                                                | NRK1 TV              |
| 1972  | Keith Jarrett Live in Norway 1972                            | concert live au piano solo à Molde le 2 août 1972. | NRK1 TV              |
| 1973  | Keith Jarrett in Molde, Norway, 1973                         | extrait du concert live au piano solo à Molde le 13 août 1973. | NRK1 TV              |
| 1974  | Keith Jarrett, Jan Garbarek & "Nordic Quartet" Oslo 1974     | interview et concert avec Jan Garbarek (ss), Palle Danielsson (b) et Jon Christensen (dm) au Arne Bendiksen Studios à Oslo en avril 1974. | NRK1 TV,             |
| 1974  | Keith Jarrett 'European' Quartet - Live in Hannover 1974     | retransmission TV d'un concert avec Jan Garbarek (ss), Palle Danielsson (b) et Jon Christensen (dm) à Hanovre le 18 avril 1974. | ARD-Hauptstadtstudio |
| 1985  | Keith Jarrett Trio - San Sebastian Jazz Festival 1985        | retransmission TV d'un concert avec Jan Garbarek (ss), Palle Danielsson (b) et Jon Christensen (dm) à San Sebastian le 18 juillet 1985. | RTVE                 |
| 1985  | Keith Jarrett Trio Live in Poland 1985                       | extrait du concert live du trio jazz avec Gary Peacock (b) et Jack DeJohnette (dm) au Jazz Jamboree Festival à Varsovie le 27 novembre 1985. | TVP Kultura          |
| 1986  | Estival Jazz 86: Keith Jarrett in concerto                   | concert live du trio jazz avec Gary Peacock (b) et Jack DeJohnette (dm) à Piazza di Reforma, Lugano en Suisse le 3 juillet 1986. | RTSI                 |
| 1987  | Last Solo                                                    | concert piano solo enregistré le 25 janvier 1984 au Kan-i Hoken Hall, Tokyo | VideoArts Music      |
| 1988  | Tokyo Music Joy 85                                           | documentaire sur l'enregistrement du Concerto No.10 en mi bémol majeur pour deux pianos KV365 (361a) Wolfgang Amadeus Mozart, avec Keith Jarrett et Chick Corea sous la direction de Yoshikazu Tanaka et du Nouvel orchestre philharmonique du Japon, le 1er février 1985 au Yu-Port Kani Hoken Hall, Tokyo | VideoArts Music      |
| 1996  | Vermont Solo                                                 | concert piano solo enregistré à Shelburne Farms le 26 août 1977 | VideoArts Music      |
| 2001  | Standards                                                    | concert trio jazz avec Gary Peacock (b) et Jack DeJohnette (dm) enregistré le 15 février 1985 au Koseinekin Hall, Tokyo | VideoArts Music      |
| 2001  | Standards II                                                 | concert trio jazz avec Gary Peacock (b) et Jack DeJohnette (dm) enregistré le 26 octobre 1986 au Hitomi Memorial Hall, Tokyo | VideoArts Music      |
| 2002  | Solo Tribute: Keith Jarrett – The 100th Performance in Japan | interprétations de standards au piano solo, enregistré à Tokyo en 1987 | Image Entertainment  |
| 2003  | Keith Jarrett Trio Concert 1996                              | concert trio jazz avec Gary Peacock (b) et Jack DeJohnette (dm) enregistré le 30 mars 1996 à l'Orchard Hall, Tokyo; captation vidéo de l'album Tokyo'96 | VideoArts Music      |
| 2005  | Live at Open Theater East 1993                               | concert trio jazz avec Gary Peacock (b) et Jack DeJohnette (dm) enregistré le 25 juillet 1993 à l'Open Theater East, Japon | VideoArts Music      |
| 2005  | The Art of Improvisation                                     | Documentaire | EuroArts             |
| 2006  | Tokyo Solo                                                   | concert piano solo enregistré le 30 octobre 2002 à Tokyo; captation vidéo de l'un des concerts de l'album Radiance | ECM                  |
| 2007  | Love Ship                                                    | compilation d'enregistrements avec Charles Lloyd le 18 juin 1968 à San Francisco, et avec Miles Davis le 20 août 1970 sur l'île de Wight | Salt Peanuts         |
| 2008  | Directions                                                   | compilation d'enregistrements avec Charles Lloyd (studio 1968); concert sur l'île de Wight avec Miles Davis en 1970; concert à Turin en 1971 avec Miles Davis | Oh!vation            |
| 2008  | Standards I / II Tokyo                                       | Réédition en double DVD des concerts de 1985 et 1986 en trio jazz; initialement publiés séparément Standards et Standards II | ECM                  |
| 2008  | Live in Japan 93 / 96                                        | Réédition en double DVD des concerts Standards Trio; initialement publiés séparément sous le nom de Live at Open Theater East et Trio Concert 1996 | ECM                  |

## Compilations
| Année | Nom de l'album                                             | Notes | Label                       |
| ----- | ---------------------------------------------------------- | --- | --------------------------- |
| 1970  | The Best Of Charles Lloyd                                  | contient cinq morceaux des albums Dream Weaver (1966), Forest Flower (1966), Love-in (1967).                                                                         | Atlantic                    |
| 1976  | Chick Corea / Herbie Hancock / Keith Jarrett / McCoy Tyner | contient deux morceaux de l'album Life between the Exit Signs (1966).                                                                                                | Atlantic                    |
| 1978  | Best of Keith Jarrett                                      | enregistrements live au Village Vanguard, New York et à Generation Sound, New York, précédemment publiés dans des albums du label Impulse!                           | Impulse!                    |
| 1980  | Keith Jarrett: Works                                       | compilation d'enregistrements de 1971 à 1980 pour le label ECM | ECM                         |
| 1994  | Foundations: The Keith Jarrett Anthology                   | compilation 2 CD des premiers enregistrements de Jarrett en tant que sideman, avec Jazz Messengers, Charles Lloyd et le trio avec Charlie Haden et Paul Motian       | Rhino / Atlantic            |
| 1992  | Silence                                                    | compilation des albums Byablue et Bop-Be (1977), issus de la session d'enregistrement des 14-16 octobre 1976, en omettant trois morceaux pour s'adapter à un seul CD | GRP                         |
| 1996  | Mysteries: The Impulse Years 1975–1976                     | compilation en 4 CD des albums Shades, Mysteries, Byablue et Bop-Be, avec extraits                                                                                   | Impulse!                    |
| 1996  | Le virtuose du piano                                       | compilation CD des enregistrements de 1966 à 1971 en tant que sideman, depuis Charles Lloyd, Gary Burton et le trio avec Charlie Haden et Paul Motian                | Rhino / Warner Music France |
| 1997  | The Impulse Years: 1973–1974                               | compilation en 5 CD des albums Fort Yawuh, Treasure Island, Death and The Flower et Backhand, avec extraits                                                          | Impulse!                    |
| 2002  | rarum I: Selected Recordings                               | compilation en 2 CD de morceaux sélectionnés par Jarrett depuis le catalogue ECM                                                                                     | ECM                         |
| 2006  | Keith Jarrett: The Impulse Story                           | compilation CD des enregistrements de 1973 à 1976 sous le label Impulse!                                                                                             | Impulse!                    |
| 2008  | Setting Standards: New York Sessions                       | coffret de 3 CD des albums Standards, Vol. 1 (1983), Standards, Vol. 2 (1985) et Changes (1984), enregistrés les 11 et 12 janvier 1983 à New York City               | ECM                         |
| 2011  | Sounds and Silence                                         | bande original d'un film documentaire, contenant un morceau de l'album G.I. Gurdjieff: Sacred Hymns (1980)                                                           | ECM                         |
| 2011  | Mysteries / Shades                                         | compilation CD des albums Mysteries (1976) et Shades (1976) enregistrés les 10-12 décembre 1975 à New York                                                           | Universal Music Group       |
| 2013  | Keith Jarrett: The Impulse Years 1973-1976                 | compilation en 9 CD des albums Fort Yawuh, Treasure Island, Death and The Flower, Backhand, Mysteries et Shades, avec des morceaux inédits                           | Universal Classics & Jazz   |
| 2014  | Keith Jarrett: The Platinium Collection                    | compilation en 3 CD d'une sélection d'enregistrements avec Dewey Redman, Sam Brown, Charlie Haden, Paul Motian, Guilherme Franco, Danny Johnson                      | Universal Classics & Jazz   |

## Interprétations par d'autres artistes
Outre les albums Luminessence (1975) et Ritual (1982) composés par Jarrett spécialement pour être interprétés par des musiciens collaborateurs et faisant pleinement partie de sa discographie (voir la section Musique orchestrale et autres formations), de nombreuses compositions et improvisations ont été ré-interprétées par différents artistes, certaines sur base de retranscriptions. Ci-dessous quelques œuvres ayant été publiées sous forme d'album commercialisé.
| Œuvre                | Album                                                           | Musiciens                                                                           | Année | Label                |
| -------------------- | --------------------------------------------------------------- | ----------------------------------------------------------------------------------- | ----- | -------------------- |
| Birth (en)           | Eight Tunes We Like                                             | Håvard Wiik (p), Håkon Kornstad (ts)                                                | 2005  | MMP CD032            |
| Semblence            | Times Square                                                    | Gary Burton (vib)                                                                   | 1978  | ECM 1111             |
| Expectations (en)    | Think Like This                                                 | Jason Smith (dm), Dave Carpenter (b), Gary Husband (p)                              | 2005  | Alternity            |
| Star Bright          | Tipping Point                                                   | Jason Smith (dm), Dave Carpenter (b), Gary Husband (p)                              | 2007  | MoonJune             |
| Coral                | Cielo E Terra                                                   | Al Di Meola (g, el-g)                                                               | 1985  | Concord Jazz         |
| Coral                | Quartet Live                                                    | Gary Burton (vib), Pat Metheny (g), Steve Swallow (el-b), Antonio Sánchez (dm)      | 2009  | Manhattan Records    |
| So Tender (en)       | For All Time                                                    | John Basile (g), Peter Grant (dm), David Finck (b)                                  | 1990  | Philology            |
| So Tender (en)       | Twins                                                           | Jesper Bodilsen (b), George Colligan (p)                                            | 2000  | SteepleChase         |
| Memories of Tomorrow | Memories of Tomorrow                                            | Naoki Nishi (p), Hitoshi Hamada (vib)                                               | 1987  | Audio Lab. Records   |
| Memories of Tomorrow | Sergei Muchin Quartet                                           | Sergei Muchin (b), Anders Kjellberg (dm), Harald Svensson (p), Gunnar Lindgren (ts) | 1987  | Dragon               |
| Memories of Tomorrow | Sei corde senza confini                                         | Guitarland (guitares)                                                               | 1998  | Azoto Records        |
| No Lonely Nights     | American Dreams                                                 | Charlie Haden (b), Mickael Brecker (ts)                                             | 2002  | Verve Records        |
| Prism                | American Dreams                                                 | Charlie Haden (b), Mickael Brecker (ts)                                             | 2002  | Verve Records        |
| Prism                | Cloud Nine                                                      | Mickael Pellera (piano)                                                             | 2007  | Pajacis              |
| My Song              | One Quiet Night                                                 | Pat Metheny (guitare baryton)                                                       | 2003  | Warner Bros. Records |
| The Köln Concert     | Blue Mountains                                                  | Tomasz Trzcinski (piano)                                                            | 2006  | Silk Note            |
| Bregenz Concert      | Keith Jarrett: Bregenz Concert / Franz Liszt: Sonata in B Minor | Vic Olsen (piano)                                                                   | 2013  | CVM Records          |